# Сорокина, Ольга Борисовна
Сорокина Ольга Борисовна (род. 21 января 1985, Витебск, Белоруссия) — российская модель, владелица и творческий директор французского дома моды ИРФЕ.

## Биография
Ольга Борисовна Сорокина родилась 21 января 1985 года в Витебске (Белоруссия). Отец — Сорокин Борис Михайлович, мать — Сорокина Татьяна Васильевна (живет в Москве). Младшая сестра — Сорокина Татьяна Борисовна (живет в Италии).
Гражданство — Российская Федерация.

## Карьера
- В 17 лет была зачислена в модельное агентство NEXT (Москва).
- В 2005 году, по версии Fashion TV, стала моделью года[2], тем самым вытащив счастливый билет в мир моды.
- Работала моделью в Москве, Нью-Йорке до рождения сына Вадима в 2007 году.
- Прочитав книгу историка моды Александра Васильева «Красота в изгнании» о русских домах моды, существовавших много лет назад, Ольга узнала историю Дома ИРФЕ. После судьбоносной встречи с Ксенией Шереметевой-Сфири, внучкой легендарных основателей Дома моды ИРФЕ, Феликса Юсупова и Ирины Романовой в их фамильном доме в Париже Ольга решила попробовать себя «по другую сторону подиума» в качестве креативного директора[3].
- В июле 2008 года в Palais Tokyo на Парижской неделе моды Haute Couture после 80-ти летнего перерыва провела презентацию[4][5] возрождения легендарного французского дома моды ИРФЕ, основанного в 1924 году в Париже князем Феликсом Юсуповым и племянницей Императора Николая II, княгиней Ириной Романовой.
- В 2009 году создала дизайн-студию и выставочный зал ИРФЕ в Париже на rue du Faubourg Saint-Honoré, 4[6][7]. Коллекции IRFE продаются более, чем в 50 магазинах в 20 странах мира[8].
- В марте 2010 года был открыт первый корнер ИРФЕ в Москве (ТД ЦУМ), затем — в Барвихе (Barvikha Luxury Village), ДЛТ (Санкт-Петербург) и на острове Капри (Италия).
- В октябре 2013 года в связи с 400-летием Дома Романовых в рамках Парижской недели моды организовала первое дефиле коллекции ИРФЕ[9].

## Благотворительность
Принимает участие в благотворительных мероприятиях и оказывает поддержку проектам, связанным с искусством и культурой в различных странах мира: Art of Elysium и Elton John AIDS Foundation в Лос-Анджелесе, AmFAR в Нью-Йорке и Каннах, SIDACTION charity dinner в Париже, ретроспективная выставка британского художника Марка Куинна в Московском Мультимедиа Арт Музее и проект Вадима Захарова «Пляска Мертвых Языков» в рамках 5-й Московской Биеннале Современного Искусства в Москве.